# Telkom-3S
Telkom-3S — геостационарный спутник связи, четвёртый спутник индонезийской телекоммуникационной компании Telkom Indonesia. Предназначен для предоставления широкого спектра услуг (телефонная связь, интернет, телевидение высокой чёткости) на территории Индонезии, Юго-Восточной Азии и части Малайзии.
Telkom-3S призван заменить спутник Telkom-3, который был запущен в 2012 году, но, в результате аварии разгонного блока ракеты-носителя Протон-М, не выведен на целевую орбиту. Спутник повысит существующие мощности компании Telkom в C-диапазоне в сфере телефонии, а также предоставит новые возможности Ku-диапазона в сфере предоставления услуг интернета и телевидения на территории Индонезии.
Построен на базе космической платформы Spacebus-4000B2 французской компанией Thales Alenia Space. Стартовая масса спутника составляет около 3500 кг, потребляемая мощность — 6,3 кВт. Ожидаемый срок службы спутника — 15 лет.
На аппарат установлено 24 стандартных транспондера C-диапазона, для покрытия территорию Индонезии и Юго-Восточной Азии, 8 транспондеров  C-диапазона повышенной ёмкости, покрывающих Индонезию и часть Малайзии, а также 10 транспондеров Ku-диапазона для покрытия Индонезии.
Спутник располагается на орбитальной позиции 118° восточной долготы, где сейчас находится второй спутник компании, Telkom-2.
Спутник Telkom-3S запущен 14 февраля 2017 года в 21:39 UTC в паре со спутником Intelsat 32e с помощью ракеты-носителя Ариан-5 ECA со стартового комплекса ELA-3 космодрома Куру во Французской Гвиане, контракт с оператором Arianespace подписан в сентябре 2014 года.